# Argançon
Argançon település Franciaországban, Aube megyében. Lakosainak száma 107 fő (2022. január 1.). Argançon Dolancourt, Fravaux, Jaucourt, Jessains, Maison-des-Champs, Spoy és Vauchonvilliers községekkel határos.

## Népesség
A település népességének változása:
| Lakosok száma | 130  | 118  | 117  | 106  | 99   | 101  | 108  | 113  | 113  | 107  |
|               | 1968 | 1982 | 1990 | 2006 | 2013 | 2015 | 2017 | 2019 | 2020 | 2022 |